# Euepicrius multipori
Euepicrius multipori är en spindeldjursart som beskrevs av Wolfgang Karg 1993. Euepicrius multipori ingår i släktet Euepicrius och familjen Ologamasidae. Inga underarter finns listade i Catalogue of Life.